# Transfer DNA
Transfer-DNA'et (forkortet T-DNA) er det overførte DNA fra det tumorinducerende eller rodinducerende (Ti-/Ri-) plasmid fra nogle bakteriearter, såsom Agrobacterium tumefaciens og Rhizobium rhizogenes (tidligere kendt som Agrobacterium rhizogenes). T-DNA'et overføres fra bakterien til værtsplantens DNA i cellekernen hvor det integreres i plantens arvemasse (genom).

## Opbygning og funktion af T-DNA
Dette specialiserede tumorinducerende plasmids egenskaber tilskrives to essentielle regioner, der er
nødvendige for DNA-overførsel til værtscellen. T-DNA'et er således omkranset af 25 gentagende basepar i hver ende kaldet hhv. left border og right border. Overførslen initieres ved den højre grænse og afsluttes ved den venstre grænse og kræver vir-gener fra Ti-plasmidet.
Det bakterielle T-DNA er omkring 24.000 basepar langt og indeholder gener udtrykt i planter, der koder for enzymer, der syntetiserer opiner og plantehormoner. Ved at overføre T-DNA'et til plantegenomet omprogrammerer bakterien plantecellerne til at vokse til en tumor og producere en unik fødekilde til bakterierne. Syntesen af plantehormonerne auxin og cytokinin af enzymer kodet i T-DNA'et gør det muligt for plantecellen at forvokse sig, og dermed danne krongalletumorer, der typisk induceres af infektion med Agrobacterium tumefaciens. Rhizobium rhizogenes forårsager en lignende infektion kendt som skægrodssygdom (engelsk: hairy root disease). Opinerne er aminosyrederivater, der bruges af bakterien som en kilde til kulstof og energi. Denne naturlige proces med horisontal genoverførsel i planter bliver brugt som et værktøj til grundlæggende og anvendt forskning i plantebiologi gennem Agrobacterium tumefaciens-medieret gentransformation og mutagenese ved indsættelse af fremmed DNA. Plantegenomer kan tilrettelægges ved anvendelse af Agrobacterium til levering af sekvenser beliggende i de binære T-DNA-vektorer.

## Transformation i naturen
Infektionsprocessen af T-DNA i værtscellen og integration i dens kerne involverer flere trin. Bakterien indtræffer i åbne sår på planten hvor den først formerer sig i saften fra såret før infektion og binder sig derefter til plantecellevæggene. Den bakterielle virulensgenekspression af ca. 10 operoner aktiveres ved tilstedeværelse af phenolforbindelser såsom acetosyringon udsendt af såret plantevæv og følger celle-celle-kontakt. Derefter fortsætter denne proces med den makromolekylære translokation fra Agrobacterium til cytoplasma af værtscellen, overførsel af T-DNA sammen med associerede proteiner (kaldet T-kompleks) til værtscellekernen efterfulgt af adskillelse af T-komplekset, stabil integration af T-DNA ind i værtsplantens genom og eventuelt udtryk af de overførte gener. Integrationen af T-DNA i et værtsgenom involverer dannelsen af et enkeltstrenget brud i DNA'et ved højre grænse af Ti-plasmidet. Dette brud skaber en region af enkeltstrenget DNA fra venstre kant af T-DNA genet over til højre kant, som blev skåret. Derefter binder enkeltstrengede bindingsproteiner sig til det enkeltstrengede DNA. DNA-syntese rykker den enkeltstrengede region, og derefter frigiver et andet hak ved venstre grænseregion det enkeltstrengede T-DNA-fragment. Yderligere kan dette fragment inkorporeres i et værtsgenom.
Agrobacterium er kendt for at have udviklet et kontrolsystem, der bruger planteværtsfaktorer og celleprocesser til adskillige transportveje i forbindelse med forsvarsrespons til at invadere værtscellekernen. For at muliggøre integration af T-DNA i det ønskede værtsgenom udfører Agrobacterium flere interaktioner med værtsplantefaktorer. For at interagere med værtsplanteproteiner er mange Agrobacterium virulensproteiner kodet af vir-gener. Agrobacterium vir-genekspression sker via VirA-VirG-sensoren, hvilket resulterer i dannelse af en mobil enkeltstrenget T-DNA-kopi (T-streng). En forarbejdet form af VirB2 er hovedkomponenten i T-komplekset, der kræves til transformation. VirD2 er det protein, der dækker 5'-enden af den overførte T-streng ved hjælp af kovalente bindinger og transporteres til værtscellens cytoplasma. VirE2 er det enkeltstrengede DNA-bindende protein, der formentlig dækker T-strengen i værtscytoplasmaet ved kooperativ binding. Det ledes derefter ind i kernen via interaktioner med værtscelleproteiner såsom Importin α, bakteriel VirE3 og dynein-lignende proteiner. Adskillige andre bakterielle virulenseffektorer som VirB5, VirB7 (de mindre komponenter i T-komplekset), VirD5, VirE2, VirE3 og VirF, der også kan interagere med proteiner i værtsplanteceller.

## Anvendelse i bioteknologien
Agrobacterium-medieret T-DNA-overførsel bruges i vid udstrækning som et værktøj inden for bioteknologien. I mere end to årtier er Agrobacterium tumefaciens blevet anvendt til at introducere gener i planter i forbindelse med forskning såvel som til kommerciel produktion af transgene afgrøder. Ved gensplejsning fjernes de tumorfremmende gener og opinsyntesegenerne fra T-DNA'et og erstattes med et gen af interesse og/eller en selektionsmarkør, som er nødvendig for at fastslå, hvilke planter der er blevet transformeret med succes. Eksempler på selektionsmarkører omfatter neomycin fosfotransferase, hygromycin B fosfotransferase (som begge fosforylerer antibiotika) og fosfinothricin acetyltransferase (som acetylerer og deaktiverer fosfinothricin, en kraftig hæmmer af glutamin) eller herbicider såsom Basta eller Bialophos. Et andet udvælgelsessystem, der kan anvendes, er brugen af metaboliske markører såsom phospho- mannose-isomerase. Agrobacterium bruges derefter som vektor at overføre det manipulerede T-DNA til plantecellerne, hvor det integreres i plantegenomet. Denne metode kan bruges til at generere transgene planter, der bærer et fremmed gen. Agrobacterium tumefaciens er i stand til effektivt at overføre fremmed DNA til både en- og tokimbladede planter, mens de tager sig af kritisk vigtige faktorer såsom genotypen af planter, typer og aldre af inokuleret væv, slags vektorer , stammer af Agrobacterium, selektionsmarkørgener og selektive midler og forskellige betingelser for vævskultur.
Den samme procedure for T-DNA-overførsel kan bruges til at forstyrre gener via mutagenese ved indsættelse af fremmed DNA. Den inkorporerede T-DNA sekvens danner både en mutation, såvel som at dens indsættelse også 'mærker'  det berørte gen, hvilket muliggør dets isolering som T-DNA-flankerende sekvenser. Et reportergen kan kobles til den højre ende af T-DNA'et for at blive transformeret sammen med et plasmid-replikon og et selekterbart antibiotika (såsom hygromycin)-resistensgen og kan fremhæve ca. 30 % af den gennemsnitlige effektivitet med vellykkede T-DNA-inserts inducerede genfusioner i Arabidopsis thaliana.
Omvendt genetik indebærer at teste den formodede funktion af et gen, der ér kendt ved at forstyrre det og derefter lede efter effekten af den inducerede mutation på testorganismens fænotype. T-DNA-mærkningsmutagenese involverer screening af populationer ved T-DNA-indsættelsesmutationer. Samlinger af kendte T-DNA-mutationer giver anlæg til at studere funktionerne af individuelle gener, modelleret efter modelplanten Arabidopsis thaliana. Eksempler på T-DNA-indsættelsesmutationer i Arabidopsis thaliana omfatter dem, der er forbundet med mange slags varierende fænotyper, herunder kimplantedødelige, størrelsesvarianter, pigmentvarianter, embryodefekte, reduceret fertilitet og morfologisk eller fysiologisk afvigende planter.[

## Yderligere læsning
- Raven PH, Evert RF, Eichhorn SE (2005). Biology of Plants (7th udgave). New York: W.H. Freeman and Company Publishers. ISBN 0-7167-1007-2.